# Heinrich I. (Waldeck und Schwalenberg)
Heinrich I. von Waldeck und Schwalenberg (* vor 1178; † vor 21. September 1214) war ein Sohn des Grafen Volkwin II. von Schwalenberg aus dem gleichnamigen Adelsgeschlecht.
1185 beteiligte er sich mit seinen Brüdern an der Gründung des Klosters Marienfeld.
Im Jahre 1190 folgte er seinem auf dem Kreuzzug verstorbenen Bruder Wittekind III. als Graf von Waldeck und Schwalenberg.
1209 musste er den Verzicht auf die Vogtei Paderborn erneuern und auch die Vogtei Gehrden aufgeben.

## Ehe und Nachkommen
Er heiratete Heseke von Dassel († nach 25. Juli 1220) und hatte mit ihr folgende Söhne:
- Volkwin IV. (* um 1190; † vor 1255); ⚭ (vor 1239) Ermengard von Schwarzburg († 22. März 1274)
- Adolf I. († 3. Oktober 1270); ⚭ I: () Sophie N.N. († vor 1254); ⚭ II: (14. Februar 1254) Ethelind zur Lippe († um 1273)
- Heinrich II. (* vor 1214; † vor 1288), Kanoniker in Paderborn
- Hermann II., urkundlich um 1248, Benediktiner
- Widekind, urkundlich 1221